# Rudersdal község
Rudersdal község (dánul: Rudersdal Kommune) Dánia 98 községének (kommune, helyi önkormányzattal rendelkező közigazgatási egység) egyike. A Hovedstaden régióban található. Rudersdal község Lyngby-Taarbæk, Furesø, Allerød, Hørsholm és Kävlinge községekkel határos. Lakosainak száma 55 739 fő (2016).